# Justine Diffo
Justine Diffo Tchunkam est une auteure, professeure de droit, militante féministe et dirigeante sportive camerounaise.
Elle est nommée présidente du conseil d'administration de l'Agence de Régulation des Télécommunications du Cameroun par décret présidentiel en avril 2020. En février 2023, elle est élue présidente de la fédération camerounaise de Nanbudo.
Elle est la fondatrice de  l'organisation More Women in Politics à travers laquelle elle milite pour la promotion de  l'implication des femmes en politique.

## Biographie

### Enfance et études
Justine Diffo Tchunkam est née le 18 septembre 1965 au Cameroun,. Elle est issue d'une fratrie de six enfants et est élevée par sa mère qui assure seule son éducation. Son père, militant de l’Union des populations du Cameroun, est mort pendant la résistance après l'indépendance. Elle grandit au Cameroun où elle fait ses études secondaires et universitaires jusqu'en 1993. Elle est titulaire d'un doctorat en droit International économique obtenu à l'Université Réné Descartes à Paris en 1998.
Elle accède au grade de Maître de Conférences en décembre 2012.

### Carrière
Justine Diffo retourne au Cameroun après l'obtention de son doctorat et entame sa carrière d'enseignante à l'Université de Yaoundé II en 1999. Parallèlement à sa carrière d'enseignante, Justine Diffo occupe les fonctions de directrice des affaires juridiques au Ministère de la Communication et de présidente de l'Observatoire Africain de la Pratique des affaires.
Au Cameroun, elle enseigne également à l’École internationale des forces et de sécurité (EIFORCES) et l’Institut des relations internationales du Cameroun, et au Bénin, à l’École régionale supérieure de la magistrature à Porto Novo.
En 2003, elle fonde l’Institut de Formation et de Coopération pour le Développement, une institution privée œuvrant pour le renforcement des capacités des femmes pour des programmes de développement et pour l’égalité des genres.
Le 30 avril 2020, elle est nommée Présidente du Conseil d’Administration de l’Agence de régulation des télécommunications du Cameroun par décret présidentiel.

### Activisme
Elle est la coordonnatrice nationale du réseau More Women in Politics créée en 2007 avec l'appui de l'UNIFEM devenu ONU Femmes dont les objectifs sont l'éveil de la conscience politique des femmes, la sensibilisation sur l'importance de l'accroissement du nombre de femmes dans la vie politique et publique au Cameroun,. Le réseau bénéficie de l'appui de l'Union Européenne pour la mise en œuvre du projet démocratie au féminin entre 2016 et 2019.
Justine Diffo est également la présidente de la Coalition des femmes leaders pour la promotion des droits de l’homme, la démocratie et la consolidation de la paix en Afrique centrale.

### Dirigeante sportive
Elle est promotrice des clubs de Nanbudo à Yaoundé et à Baham dans la région de l'ouest du Cameroun. En avril 2022, elle inaugure le Kaguya Hime Nanbudo Club ouvert avec son époux au quartier Olembe à Yaoundé.
En février 2023, elle est élue présidente de la Fédération camerounaise de Nanbudo.

### Vie personnelle
Justine Diffo est mariée et mère de 4 enfants. Elle est ceinture noire de Nanbudo, qu'elle pratique depuis 30 ans.

## Distinctions
Elle est décorée Officier de l'ordre de la valeur par la Ministre des postes et télécommunications le 6 février 2024.

## Publications
- Justine Diffo Tchunkam, « La distinction droit civil - droit commercial à l’épreuve de l’OHADA : une prospective de droit matériel uniforme », Uniform Law Review, vol. 14, nos 1-2,‎ 1er janvier 2009, p. 57–95 (ISSN 2050-9065 et 1124-3694, DOI 10.1093/ulr/14.1-2.57, lire en ligne, consulté le 2 avril 2024)[15]
- Droits des actions économiques et du commerce électronique, l'Harmattan Etudes africaines paru le 23 novembre 2011.